# Algebră Leibniz
În matematică, o algebră Leibniz este o structură bazată pe un modul  {\displaystyle L}  pe un inel comutativ  {\displaystyle R}  înzestrat cu un produs biliniar [ _ , _ ], care satisface relația:
{\displaystyle [[a,b],c]=[a,[b,c]]+[[a,c],b],\;(\forall )a,b,c\in L}
numită identitatea lui Leibniz.
Poartă numele matematicianului Gottfried Wilhelm Leibniz.
Uneori mai este denumită și algebră Loday, după numele lui Jean-Louis Loday.
Dacă mai este satisfăcută și relația:
{\displaystyle [a,a]=0,\;(\forall a\in L),}
atunci structura devine o algebră Lie.